# 자비중심치료
자비중심치료(Compassion Focused Therapy, CFT) 혹은 연민중심치료는 폴 길버트(Paul Gilbert)가 개발한 심리치료법으로, 인지행동치료(cognitive behavioral therapy) 기법과 진화심리학(evolutionary psychology), 사회심리학(social psychology), 발달심리학(developmental psychology), 불교심리학(Buddhist psychology), 신경과학(neuroscience) 개념을 병합한 것이다. 길버트에 의하면, "주요 관심사 중 하나는 연민과 자기연민을 통하여 내면의 따뜻함, 안정감, 위안을 개발하고 이러한 경험을 연구하기 위하여 배려하는 자비로운 마인드 트레이닝(compassionate mind training)을 활용하는 것이다.(One of its key concerns is to use compassionate mind training to help people develop and work with experiences of inner warmth, safeness and soothing, via compassion and self-compassion.)":199

## 개요
자비중심치료의 주요 치료 기법은 자비로운 마인드 트레이닝으로, 연민(compassion)이라는 스킬과 속성을 가르친다. 자비로운 마인드 트레이닝은 불안, 분노, 수치심, 자기비판 관련 인지와 정서의 문제적 패턴을 변형하는데 유익하다.:208
생물학적 진화는 자비중심치료의 이론적 뼈대를 이룬다. 사람은 최소한 3가지 원초적 형태의 감정 조절 체계를 통하여 진화해 왔다. 그것은 위협 (방어) 체계(threat (protection) system), 욕동 (자원 탐색) 체계(drive (resource-seeking) system), 위안 체계(soothing system)가 그것이다.:200:43 자비중심치료는 인지 패턴과 이 세 가지 감정 조절 체계 사이의 연계를 강조한다.:59 자비로운 마인드 트레이닝과 인지행동치료(cognitive behavioral therapy, CBT) 등의 기법을 통하여, 상담 내담자는 보다 효과적으로 각 체계를 운영하고 상황에 더욱 적절하게 반응하는 법을 배울 수 있다.
자비중심치료는 특히 수치심(shame)과 자기비판(self-criticism)이 높은 사람, 자신과 타인에게 따뜻함(warmth)과 친절함(kind)을 보이기 어려운 사람에게 적절하다. 자비중심치료는 이런 사람들이 타인 및 자신과의 상호작용에 있어 안전함과 따뜻함을 더 느끼는 것을 도울 수 있다.
개인의 연민을 발달시키기 위하여 자비중심치료에 수많은 방법이 사용된다. 예를 들어, 자비중심치료를 받는 사람들은 제삼자로부터 오는 연민을 이해하는 것에 대하여, 이러한 사고 절차가 자신에게 전이되기 전에 그 가르침을 받는다.:317

## 핵심 원칙
자비중심치료는 대체로 타인을 보살피는 행동의 발전이 조절 및 발달 기능을 가지고 있다는 사고에 기반하여 구축되었다.:4 자비중심치료의 주요 초점은 연민의 방식에 대한 어려움이 있는 내담자를 돕는 것에 집중하는 것은 물론, 내담자들이 마주할 고난의 환경이나 힘들게 하는 정서를 다루는데 효과적인 도구를 이들에게 제공하는 것이다. 수용하고 용기를 북돋는 방식으로 자신의 투쟁에 필요한 도구들을 배우고, 이를 통하여 어려운 과업을 달성하고 힘든 상황을 다루는 것에 자신감을 느끼도록 스스로를 돕고자 하는 사람들에게 자비중심치료는 유익하다.
이는 다음을 통하여 촉진된다.
- 한 개인의 문제나 어려움에 개입하고 그것들을 대처할 스킬을 개발하는 과정을 수월하게 하는 긍정적인 치료 관계의 개발[11]
- 고통의 본질에 대하여 책망 없이 연민을 담아 이해하는 것을 개발[11]
- 연민을 느끼는 속성을 경험하고 계발하는 능력의 개발[11]
- 타인에 대한 연민 개발, 타인으로부터 오는 연민에 대한 개방적 태도, 자기연민(self-compassion) 개발[11]

진화론적 분석에 의하면, 기능적 감정 조절 체계로는 욕동(drive), 안전(safety), 위협(threat) 세 가지가 있다. 자비중심치료는 이 체계 간의 관계와 상호작용에 기반한다. 사람은 이러한 체계를 가지고 태어나지만, 사람이 욕동과 양육(caregiving)과 같은 비생존 기반 체계
(non-survival-based system)를 활용하고 유지하는지를 관련시키는 것은 우리의 환경이다.
- 위협과 자기보호 중심 체계(Threat and self-protection focused system) : 위협을 탐색하고 이에 반응하도록 주의를 일깨우고 지시하도록 진화되었다. 이 체계에는 분노•불안•혐오 등 위협 기반 정서(threat-based emotion), 그리고 투쟁/도피나 경직(freezing) 등 위협 기반 행동(threat-based behavior)이 포함되어 있다.[11]
- 욕동, 탐색 및 획득 중심 체계(Drive, seeking and acquisition focused system) : 관심을 기울이고 이익이 되는 자원에 주의, 그들을 안정화하는데 욕동과 기쁨을 경험한다(긍정적 체계는 활성화 중).[11]
- 만족, 위안 및 친화 체계(Contentment, soothing and affiliative system) : 더 이상 위협에 주목하지 않거나 자원을 찾으려 하지 않을 때의 평화로운 상태가 가능하게 한다(몸을 쉬게 하고 소화가 되게 하며 관심사가 열려 있다).[11]

자비중심치료를 통하여, 연민 기반 위안 체계(compassion-based soothing system)는 풍부해지는 반면, 위협 중심 정서 조절 체계(threat-focused emotional regulation system)로부터 철수하게 된다. 그에 따라, 이는 가치 있는 목적을 활성화(추동)하고 그것을 위해 일하는 능력을 늘릴 것이다.:11

## 적용
자비중심치료는 광범위한 심리적 장애의 새로운 치료법으로 연구되어 왔다. 2012년 임의 통제 실험에서는 자비중심치료가 정센병 환자에게 안전하고 임상적으로 효과적인 치료 옵션이라는 것이 밝혀졌다. 자비중심치료는 우울증 경감에 특별한 효과가 있는 "평범한 치료(treatment as usual)"보다 효과적이라는 것이 밝혀졌다. 2015년 14개 연구의 문헌조사(literature review)에서는 특히 기분 장애(mood disorder) 치료에서 심리치료적 이득을 얻을 수 있다고 밝혀졌다. 최근 한 메타분석에서는 자비중심치료가 다양한 심리적 문제를 다루는 치료법으로서 좋다는 것을 지지하는 근거를 제시하였다. 그러나, 자비중심치료가 이런 장애에 대하여 잘 수용되는 "근거 중심(evidence-based)" 치료가 되기 위하여 대규모 실험이 필요하다. 암환자에게 자비중심치료를 포함한 자비(연민) 기반 개입(compassion-based intervention)이 우울을 완화하고 자기연민을 높였다는 사실이 밝혀졌다.
또한 자비중심치료는 섭식 장애(eating disorder) 환자 치료법으로도 모색되어 왔다. 약간의 수정이 가해진 자비중심치료, 이른바 CFT-E는 제한적 섭식 장애는 물론 폭식 장애(binging disorder) 및 퍼징 장애(purging disorder)의 성인 외래 환자 치료에 희망적인 결과를 지닌다고 밝혀졌다. 2014년 한 문헌조사에서는 CFT-E가 환자가 겪는 "높은 수준의 수치심과 자기비난(high levels of shame and self‐criticism)"을 직접 다루기 때문에, CFT-E는 섭식장애에 특히 효과적인 치료법이라는 것을 밝혔다. 최근 일차 연구들에서도 CFT-E는 섭식 장애에 있어 안전하고 효과적인 개입이라는 것을 증명하였다.
또한 자비중심치료는 후천적 뇌손상(acquired brain injuries, ABI) 환자에 대한 재활 수단으로 연구되어 왔다. 예비적으로, 소규모 연구들에서는 자비중심치료가 후천적 뇌손상 환자의 불안과 우울증 치료에 안전하고 이롭다는 것이 밝혀졌지만, 대규모 연구가 추가적으로 필요하다.
개인과 잡단에게 있어 심리 치료가 될 뿐 아니라, 자비로운 마인드 트레이닝(Compassionate Mind Training, CMT)는 일반적으로 심리적 고통을 줄이는데 효과적인 접근법이라는 것이 밝혀졌다. 여러 연구들을 통하여 안내 오디오, 온라인 코스, 8주 집단(8 week group)과 자기연민 앱(The Self-Compassion App)과 같은 앱 사용을 하는 것은 자기비난, 수치심, 애착 불안, 우울 및 불안 증상의 경감뿐 아니라, 자기연민, 긍정적인 정서, 웰빙의 증대를 가져온다고 밝혀졌다.
또한 자비중심치료는 학교에서도 효과적인 접근법으로 사용되어, 8주 연민 트레이닝 코스(8 week compassion training course)에 참여하는 교사들에게 많은 이점을 주었다는 결과를 보였다.

## 한계
보몽(Elaine Beaumont)과 홀린스 마틴(Caroline Hollins Martin)의 2015년 연구는 자비중심치료 활용이 임상 환자 사이에서 심리학적 결과를 다루고 그것을 가지고 실험한 12개 연구 성과의 담화적 회고(narrative review)를 검토하였다. 연구자들은 특히 인지행동치료(cognitive behavioral therapy, CBT)와 같은 방식과 함께 사용할 때, 자비중심치료 개입은 정신 건강 문제를 향상시켰다는 것을 밝혔다.
보몽과 홀린스 마틴은 각 사례에 참여한 참가자 수가 적은 것이 주요 한계라는 것을 밝혔다. 예를 들어, 길버트(Paul Gilbert)와 프록터(Sue Proctor)의 2006년 연구에서는 우울, 불안, 자기비난, 수치를 조금 줄여줬다는 것이 밝혀졌지만, 참가자 그룹은 6명에 불과하였다. 참가자 수가 적다는 것은 편향(bias)을 야기하거나 다수의 대중에게 적용하기에 일반화 오류를 일으키기 쉽다. 예를 들어, 12개 연구 중 2개만이 자비중심치료의 효과를 지지하였다. 루크르(K. Lucre)와 코르텐(N. Corten)의 2012년 연구는 자비중심치료가 성격장애 환자 치료에 효과가 있다는 것을 밝혔다. 또한 헤리엇-메이트랜드(C. Heriot-Maitland) 등의 2014년 연구에서는 급성의 입원 환자를 치료하는 데에 효과가 있다는 것이 밝혀졌다.

## 권고
보몽과 홀린스 마틴 연구에서는 자비중심치료의 효과는 정신 질환의 경감과 삶의 질의 전반적인 향상을 충분히 검토하기 위한 추가 연구가 필요하다는 것을 권고하였다. 연구는 인지행동치료와 같은 기타 심리치료 개입 없이 자비중심치료가 독립적으로 효과가 있다는 것을 확실히 하기 위하여 참가자 샘플을 더 크게 할 것을 고려해야 한다고 권하였다.

## 같이 보기
- 분노
- 불안
- 수치심
- 자기연민